# الدوري الفنلندي الممتاز
دوري الدرجة الأولى الفنلندي لكرة القدم أو فيكاوسليغا (بالفنلندية: Veikkausliiga) القسم الأعلى بمنافسات كرة القدم في بالبلاد ويضم 12 نادياً. مصنف حالياً بالمركز 22 على مستوى دوريات الدرجة الأولى في أوروبا. الراعي الرئيسي هو وكالة فيكاوس للمراهنات ، وبالتالي اقترن اسمها باسم الدوري منذ عام 1990 ، وقبل ذلك كان يسمى Mestaruussarja (سلسلة البطولة) منذ عام 1930 الذي كان دورياً للهواة أو شبه محترف. وبين عامي 1908 و 1930 كانت البطولة تحسم بنظام مسابقة الكأس.
كما هو الحال في بعض البلدان الأوروبية الأخرى باردة المناخ (بما في ذلك النرويج والسويد وروسيا) ، يتم لعب مباريات الدوري في فنلندا في الصيف ، بجدول زمني عادة من أبريل إلى أكتوبر .

## أندية موسم 2012
| النادي         | المدينة     | الملعب                 | سنة التأسيس | المدرب           |
| -------------- | ----------- | ---------------------- | ----------- | ---------------- |
| هونكا          | إسبو        | تابيولان أورهيلوبويستو | 1975        | ميكا لهكوسوو     |
| إنتر توركو     | توركو       | فيريتاس-ستاديون        | 1990        | يوب دراتسما      |
| نادي لهتي      | لهتي        | ملعب لهتي              | 1996        | تومي كاوتونن     |
| يارو           | بييتر سآري  | ملعب بييترسآري         | 1965        | ألكسي إريمنكو    |
| هـَـكا          | فالكياكوسكي | تهتان كنتا             | 1934        | سامي ريستيلا     |
| نادي هلسنكي    | هلسنكي      | ملعب سونيرا            | 1907        | أنتي مورينن      |
| نادي ماريهامن  | ماريهامن    | فيكلوف هولدن أرينا     | 1919        | بكا لووسكي       |
| نادي يوفاسكولا | يوفاسكولا   | ملعب هاريو             | 2000        | كاري مارتونن     |
| نادي كووبيو    | كووبيو      | ملعب كووبيو            | 1923        | إسا بكونن        |
| مولوكوسكي      | كوفولا      | ملعب سافينييمي         | 1947        | توني كوركياكوناس |
| نادي توركو     | توركو       | فيريتاس-ستاديون        | 1922        | ماركو راياماكي   |
| نادي فآسا      | فآسا        | ملعب هييتالهتي         | 1924        | بتري فوورينن     |